# Ellen Demérus
Ellen Maria Demérus, född 15 juli 1975 i Stockholm, är en svensk tidigare barnskådespelare.
Hon spelade Britta i filmen Alla vi barn i Bullerbyn från 1986 (som även visades som TV-serie i SVT) och uppföljaren till filmen, men valde efter det att satsa på annat än skådespeleri. Bland annat har hon arbetat som grafisk formgivare och utvecklat pekböcker för barn.

## Filmografi
- 1987 - Mer om oss barn i Bullerbyn
- 1986 – Alla vi barn i Bullerbyn